# Hans Mondorf
Hans Mondorf (* 30. September 1947 in Halle an der Saale; † 5. November 2022 in Bonn) war ein deutscher Diplomat. Er war Generalkonsul für Deutschland in Großbritannien und China.

## Leben
Nach dem Abitur am Ludwig-Georgs-Gymnasium in Darmstadt begann er 1966 ein Studium der Rechtswissenschaften an der Johann-Wolfgang-Goethe-Universität Frankfurt am Main und hielt sich zwischen 1970 und 1971 zu einem Studium der Archäologie in Mexiko auf. Nach seiner Rückkehr legte er 1971 das Erste Juristische Staatsexamen ab und absolvierte nach dem juristischen Vorbereitungsdienst in Darmstadt und Frankfurt am Main sowie dem Zweiten Juristischen Staatsexamen von 1974 bis 1979 ein postgraduales Studium der Indologie an der Ruprecht-Karls-Universität Heidelberg.
1979 trat er in den Auswärtigen Dienst ein und fand nach dem Abschluss der Laufbahnprüfung von 1981 bis 1984 Verwendung in der Politik-, Rechts- und Konsularabteilung an der Botschaft in Pakistan, ehe er danach Referent für das Truppenstatut der NATO in der Rechtsabteilung des Auswärtigen Amtes in Bonn war. Nach einer Verwendung von 1987 bis 1990 als Mitarbeiter für Kultur und Konsularangelegenheiten an der Botschaft in Peru war er Referent für die Andenländer in der Abteilung für Lateinamerika des Auswärtigen Amts sowie zwischen 1994 und 1997 stellvertretender Referatsleiter in dem für die Wiener Übereinkommen, Privilegien und Immunitäten zuständigen Referat der Rechtsabteilung des Auswärtigen Amtes.
1997 wurde Mondorf Generalkonsul in Manchester und war damit zuständig für Nordirland, Nordwales, Nordengland und die Midlands sowie im Anschluss von 2000 bis 2003 Generalkonsul in Edinburgh mit dem Zuständigkeitsbereich für Schottland und das nördliche England. 2003 erfolgte seine Berufung zum Botschafter in Turkmenistan.
Von 2008 bis zum Eintritt in den Ruhestand 2012 war Hans Mondorf Generalkonsul in Chengdu.
Am 5. November 2022 starb Mondorf an den Folgen einer Krebserkrankung. Er hinterließ seine Ehefrau und zwei Kinder.